# 1956 en Nouvelle-Écosse
Chronologie de la Nouvelle-Écosse
- 1952
- 1953
- 1954
- 1955
- 1956
- 1957
- 1958
- 1959
- 1960

Cette page concerne des événements survenus en 1956 dans la province canadienne de Nouvelle-Écosse.

## Politique
- Premier ministre : Henry Hicks puis Robert Stanfield
- Chef de l'Opposition :
- Lieutenant-gouverneur : Alistair Fraser
- Législature :

## Naissances
- 21 décembre : Peter Marsh (né à Halifax), joueur professionnel de hockey sur glace.